# 突撃!家族ウォーズ
『突撃!家族ウォーズ』（とつげき かぞくウォーズ）は、1995年1月7日から同年3月25日までテレビ東京系列局で放送されていたバラエティ番組である。テレビ東京とイーストの共同製作。全12回。放送時間は毎週土曜 22:00 - 22:54 （日本標準時）。

## 出演者
- 生島ヒロシ
- 大東めぐみ
- 鈴木紗理奈

## エンディングテーマ
- MAYBE TONIGHT （工藤夕貴）

| テレビ東京系列 土曜22:00枠                            | テレビ東京系列 土曜22:00枠                         | テレビ東京系列 土曜22:00枠                      |
| 前番組                                                | 番組名                                             | 次番組                                          |
| ----------------------------------------------------- | -------------------------------------------------- | ----------------------------------------------- |
| タモリのギャップ丼 （1994年9月17日 - 1994年12月24日） | 突撃!家族ウォーズ （1995年1月7日 - 1995年3月25日） | クイズ赤恥青恥 （1995年4月8日 - 1995年9月30日） |

| スタブアイコン | サブスタブ | この項目は、まだ閲覧者の調べものの参照としては役立たない、テレビ番組に関連した書きかけの項目です。この項目を加筆・訂正などしてくださる協力者を求めています（P:テレビ/PJ:放送または配信の番組）。 |